# Fātḩ ol Jalīl
Fātḩ ol Jalīl (persiska: فاطمه لوحری, Fāţemeh-ye Lowjerī, فاطِمِۀ لُوجِری, Fāţemeh-ye Lowḩarī, فتح الجليل) är en ort i Iran.   Den ligger i provinsen Hormozgan, i den sydöstra delen av landet, 1 000 km söder om huvudstaden Teheran. Fātḩ ol Jalīl ligger 74 meter över havet och antalet invånare är 216.
Terrängen runt Fātḩ ol Jalīl är platt.Runt Fātḩ ol Jalīl är det ganska glesbefolkat, med 50 invånare per kvadratkilometer. Närmaste större samhälle är Zīārat, 18,8 km öster om Fātḩ ol Jalīl. Trakten runt Fātḩ ol Jalīl är ofruktbar med lite eller ingen växtlighet.